# Gaetano Fontana
Pour les articles homonymes, voir Fontana.
Gaetano Fontana, né le 21 février 1970 à Catanzaro, est un footballeur italien évoluant au poste de milieu de terrain devenu entraîneur. 